# Roy Davidson
E. Roy Davidson (* 3. März 1896; † 19. August 1962 in Los Angeles) war ein US-amerikanischer Filmtechniker.

## Leben
Roy Davidson war ab 1932 in Hollywood als Filmtechniker für Spezialeffekte zuständig. Zunächst arbeitete er für die kleine Produktionsfirma Hal Roach Studios. 1936 erhielt er einen Vertrag bei Columbia Pictures, wo erstmals bei Frank Capras Mr. Deeds geht in die Stadt (Mr. Deeds Goes to Town, 1936) zum Einsatz kam. Für Capras Science-Fiction-Film In den Fesseln von Shangri-La (Lost Horizon, 1937) fertigte er Miniaturen von Landschaften und  Gebäuden an. So auch für Howard Hawks’ Fliegerfilm S.O.S. Feuer an Bord (Only Angels Have Wings, 1939), wofür er 1940 zusammen mit Edwin C. Hahn eine Oscar-Nominierung in der Kategorie Beste Spezialeffekte erhielt. Später arbeitete er mit Hawks auch an dessen Film-noir-Klassikern Haben und Nichthaben (To Have and Have Not, 1944) und Tote schlafen fest (The Big Sleep, 1946). Er starb 1962 im Alter von 66 Jahren in Los Angeles. 

## Filmografie (Auswahl)
- 1930: Höllenflieger (Hell’s Angels) – Regie: Howard Hughes
- 1936: Mr. Deeds geht in die Stadt (Mr. Deeds Goes to Town) – Regie: Frank Capra
- 1937: In den Fesseln von Shangri-La (Lost Horizon) – Regie: Frank Capra
- 1939: S.O.S. Feuer an Bord (Only Angels Have Wings) – Regie: Howard Hawks
- 1943: In die japanische Sonne (Air Force) – Regie: Howard Hawks
- 1943: Geächtet (The Outlaw) – Regie: Howard Hughes
- 1943: Botschafter in Moskau (Mission to Moscow) – Regie: Michael Curtiz
- 1943: Blutiger Schnee (Northern Pursuit) – Regie: Raoul Walsh
- 1944: Fahrkarte nach Marseille (Passage to Marseille) – Regie: Michael Curtiz
- 1944: Auf Ehrenwort (Uncertain Glory) – Regie: Raoul Walsh
- 1944: Haben und Nichthaben (To Have and Have Not) – Regie: Howard Hawks
- 1945: Eine Frau mit Unternehmungsgeist (Roughly Speaking) – Regie: Michael Curtiz
- 1945: Konflikt (Conflict) – Regie: Curtis Bernhardt
- 1945: Rhapsodie in Blau (Rhapsody in Blue) – Regie: Irving Rapper
- 1946: Tote schlafen fest (The Big Sleep) – Regie: Howard Hawks
- 1946: Humoreske (Humoresque) – Regie: Jean Negulesco
- 1949: Sturm über dem Pazifik (Task Force) – Regie: Delmer Daves
- 1949: Sprung in den Tod (White Heat) – Regie: Raoul Walsh
- 1949: Glück in Seenot (The Lady Takes a Sailor) – Regie: Michael Curtiz

## Auszeichnungen
- 1940: Eine Oscar-Nominierung in der Kategorie Beste Spezialeffekte für S.O.S. Feuer an Bord zusammen mit Edwin C. Hahn